# Liste der Naturdenkmale in Bad Neuenahr-Ahrweiler
Die Liste der Naturdenkmale in Bad Neuenahr-Ahrweiler nennt die im Gemeindegebiet von Bad Neuenahr-Ahrweiler ausgewiesenen Naturdenkmale (Stand 14. Februar 2024).

## Naturdenkmale
| Nr.         | Bezeichnung                                       | Lage                                                         | Beschreibung                                       | Bild                          |
| ----------- | ------------------------------------------------- | ------------------------------------------------------------ | -------------------------------------------------- | ----------------------------- |
| ND-7131-378 | Felspartie Bunte Kuh                              | Walporzheim, westlich des Ortes, Flur In der Bunten Kuh Lage | flächenhaftes Naturdenkmal, ca. 0,5 ha; Felspartie | mehr Fotos \| Fotos hochladen |
| ND-7131-380 | Kalifornischer Mammutbaum vor der Kreisverwaltung | Ahrweiler, Wilhelmstraße, bei Nr. 26 Lage                    | Sequoiadendron giganteum, 1862 gepflanzt           | Fotos hochladen               |
| ND-7131-381 | Winterlinde Hemmessen                             | Hemmessen, Sebastianstraße, bei Nr. 77 Lage                  | Tilia cordata, um 1650 gekeimt                     | Fotos hochladen               |

## Ehemalige Naturdenkmale
| Nr. | Bezeichnung                             | Lage                                                                   | Beschreibung                                                                                | Bild                                    |
| --- | --------------------------------------- | ---------------------------------------------------------------------- | ------------------------------------------------------------------------------------------- | --------------------------------------- |
|     | Alte Mauer                              | Ramersbach, nördlich des Ortes, Distrikt Auf der alten Mauer Lage      | keltische Fliehburg; Rechtsverordnung aufgehoben                                            | Direkt Bild zu diesem Denkmal hochladen |
|     | Baumgruppe an der 1. Station            | Ahrweiler, Kalvarienbergstraße, bei Nr. 3 Lage                         | Rechtsverordnung aufgehoben                                                                 | Direkt Bild zu diesem Denkmal hochladen |
|     | Baumgruppe vor dem Obertor am Mühlenrad | Ahrweiler, Walporzheimer Straße Lage                                   | Rechtsverordnung aufgehoben                                                                 | Direkt Bild zu diesem Denkmal hochladen |
|     | Blutbuche im Garten des Rathauses       | Ahrweiler                                                              | Fagus sylvatica f. purpurea; Rechtsverordnung aufgehoben                                    | Direkt Bild zu diesem Denkmal hochladen |
|     | Kaiserstuhl                             | Walporzheim, westlich des Ortes, Flur Kaiserstuhl Lage                 | Felspartie; Rechtsverordnung aufgehoben                                                     | Direkt Bild zu diesem Denkmal hochladen |
|     | Landgraben                              | Ramersbach, nördlich des Ortes, Flur Auf den Ramersbacher Feldern Lage | Rechtsverordnung aufgehoben                                                                 | Direkt Bild zu diesem Denkmal hochladen |
|     | Neuenahrer Findling „Im Sonntal“        | Neuenahr, Bachemer Tal Lage                                            | Quarzitblock; Rechtsverordnung aufgehoben                                                   | Direkt Bild zu diesem Denkmal hochladen |
|     | Pferdchen                               | Ramersbach, nördlich des Ortes, Distrikt Oben der Spieshard Lage       | Quarzitblock; Rechtsverordnung aufgehoben                                                   | Direkt Bild zu diesem Denkmal hochladen |
|     | Alte Rennofenanlage                     | Ramersbach, nördlich des Ortes, Distrikt Am Maar Lage                  | Rennofen einer römischen Villa; Rechtsverordnung aufgehoben                                 | Direkt Bild zu diesem Denkmal hochladen |
|     | Wellingtonbaum vor dem Postgebäude      | Ahrweiler, Bossardstraße, bei Nr. 3 Lage                               | Sequoiadendron giganteum, 1862 gepflanzt; Rechtsverordnung aufgehoben                       | Direkt Bild zu diesem Denkmal hochladen |
|     | Mammutbaum am Markt                     | Ahrweiler, Marktplatz Lage                                             | Sequoiadendron giganteum, 1862 gepflanzt; nicht mehr vorhanden, Rechtsverordnung aufgehoben | Direkt Bild zu diesem Denkmal hochladen |